# Re di danari
Re di danari è un film del 1936 diretto da Enrico Guazzoni.

## Trama
Il ricco possidente terriero don Paolo Marino è costretto a lasciare la sua attività in Sicilia per correre a Roma, dove un suo nipote è incarcerato per aver sedotto una minorenne. La fanciulla è figlia di un nobile romano, il conte Valerio, che per acconsentire alle nozze riparatrici stabilisce condizioni (tra cui una grossa somma da versare e l'obbligo per il giovane di sparire dopo il matrimonio) tali da offendere don Paolo, che decide una manovra di forza acquistando tutti i debiti del nobile romano; così potrà presentarsi a lui e patteggiare nuove condizioni: nozze regolari tra i due giovani e dono al conte Valerio dei suoi debiti riscattati. Sistemate le cose don Paolo potrà tornare in Sicilia alle sue terre e al suo lavoro.

## Critica
(Filippo Sacchi)